# Epiperipatus isthmicola
Epiperipatus isthmicola is een ongewerveld dier dat behoort tot de stam van de fluweelwormen (Onychophora). De soort is endemisch in Costa Rica.

## Voorkomen
Epiperipatus isthmicola komt alleen voor in bergbossen en cultuurland op circa 1100 meter boven zeeniveau in het kanton San José in de provincie San José in Costa Rica.

## Kenmerken
Epiperipatus isthmicola is een fluweelworm van ongeveer 20 tot 80 millimeter lang met een roodbruine kleur.

## Leefwijze
Epiperipatus isthmicola leeft in de strooisellaag en is nachtactief. De soort is algemener in gebieden met veel mierennesten en gebruikt deze nesten ook als schuilplaats. Epiperipatus isthmicola voedt zich met insecten, spinnen, slakken en wormen, waaronder prooien die groter zijn dan het dier zelf. Epiperipatus isthmicola kan slijm tot dertig centimeter voor zich uit spuiten om een prooi te vangen. Vervolgens wordt met een beet giftig speeksel ingebracht om de prooi te doden en voor te verteren.